# Wassili Grigorjewitsch Jakemenko

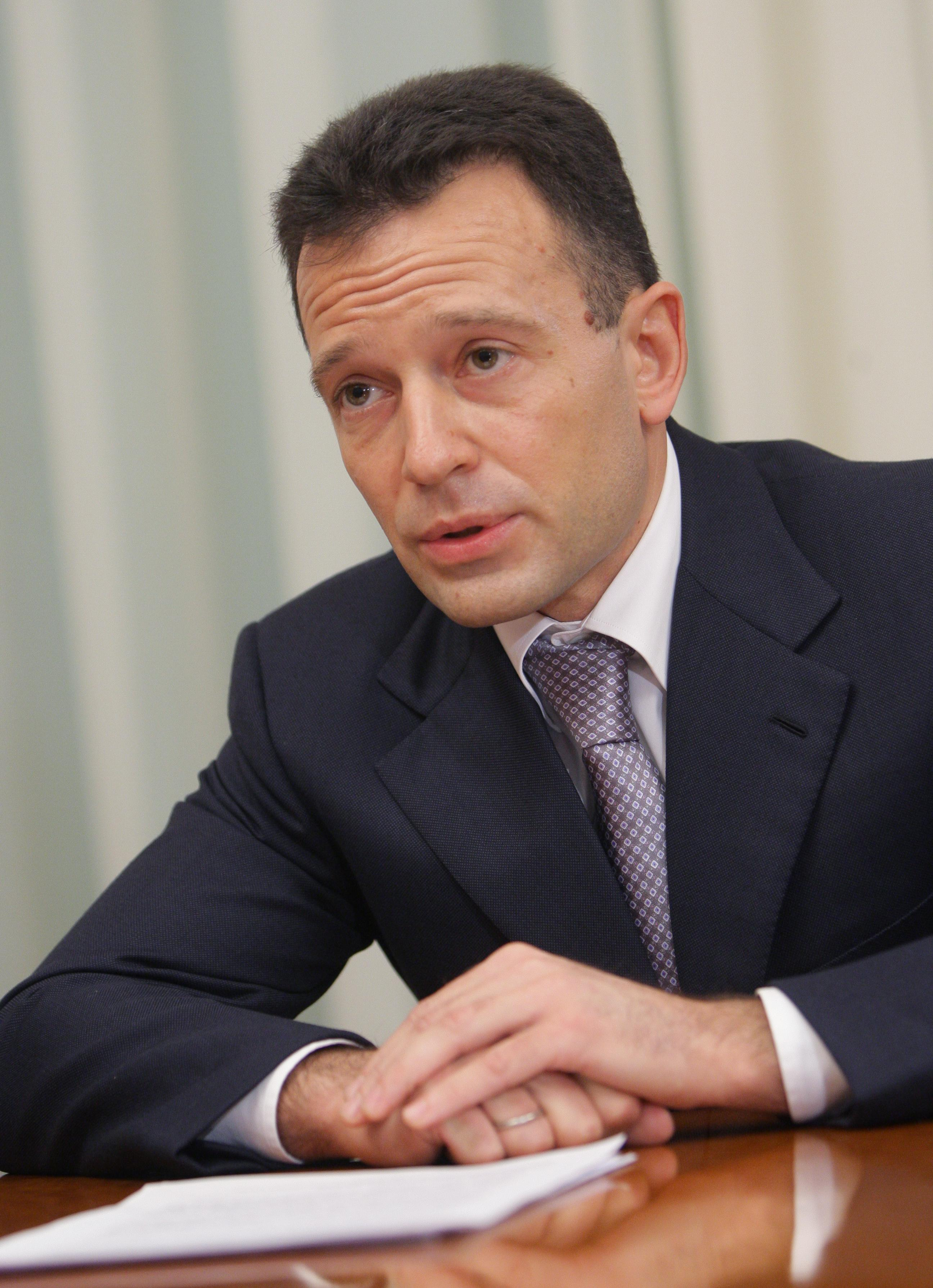
Wassili Grigorjewitsch Jakemenko, 2010

Wassili Grigorjewitsch Jakemenko (* 27. Mai 1971 in Ljuberzy bei Moskau) ist ein russischer Politiker und Gründer mehrerer politisch motivierter Jugendorganisationen in Russland.

## Biographie
Nach der Ableistung des Wehrdienstes war Wassili Jakemenko ab 1992 zunächst in verschiedensten Bereichen der Privatwirtschaft tätig. 1994 schloss er ein Studium an der Moskauer Staatlichen Universität für Management ab.
Nach dem Amtsantritt Wladimir Putins als Präsident der Russischen Föderation im Januar 2000 arbeitete Wassili Jakemenko kurze Zeit in der Präsidialverwaltung. Seine Aufgabe war es den Kontakt zu zivilgesellschaftlichen Organisationen zu pflegen.
Im Mai 2000 gründete Jakemenko die Jugendorganisation Iduschtschije wmeste. Diese trat öffentlich vor allem mit ihrer Unterstützung Wladimir Putins sowie mit Aktionen gegen die Schriftsteller Wladimir Sorokin, Wiktor Pelewin und Bajan Schirjanow sowie die Band Leningrad in Erscheinung.
2002 absolvierte Jakemenko die Russische Staatliche Soziale Universität in Moskau.
Ab April 2005 war Jakemenko Vorsitzender („Föderaler Kommissar“, russisch федеральный комиссар) der Jugendorganisation Naschi, die vor allem für öffentliche Aktionen und Angriffe gegen Vertreter vermeintlicher Feinde Russlands (so z. B. der USA oder Estlands) und Kritiker der Regierung bekannt war. Am 8. Juli 2008 wurde Wassili Jakemenko zum Vorsitzenden der staatlichen „föderalen Agentur für Angelegenheiten der Jugend“ Rosmolodjosch ernannt. Diese befasst sich nach eigenen Angaben u. a. mit der Förderung junger Talente sowie zivilgesellschaftlicher Jugendinitiativen und der „Erziehung der jungen Generation im Geiste von Moral, Patriotismus und Toleranz“.
Wegen der Verlegung des sogenannten Bronze-Soldaten von Tallinn blockierten Vertreter der Naschi 2007 die estnische Botschaft in Moskau. Ebenso kam es zu versuchten tätlichen Angriffen auf die estnische Botschafterin. Im Dezember 2007 verhängte Estland aus diesem Grund ein Einreiseverbot für Jakemenko, das damit auch für alle anderen Schengen-Staaten gilt.
Im August 2010 wurde Jakemenko öffentlich beschuldigt, sexuelle Kontakte zu Minderjährigen bzw. jugendlichen Mitgliedern seiner Organisation gepflegt zu haben. Anlass war der Fall einer Naschi-Aktivistin, die während des Jugendtreffens Seliger-2010 eine Affäre mit Jakemenko gehabt haben soll.
Am 13. Juni 2012 wurde Jakemenko per Dekret des Ministerpräsidenten Dmitri Medwedew von seinem Posten als Leiter der föderalen Agentur für Jugendfragen entlassen. Kurz zuvor kündigte er an, eine neue Partei mit dem Namen „Partei der Macht“ gründen zu wollen, die den amtierenden Präsidenten Wladimir Putin unterstützen sollte. Diese Pläne musste er jedoch aufgrund des mangelnden Interesses von Kreml-Offiziellen aufgeben.